# Gymnocalycium paraguayense
Gymnocalycium paraguayense är en kaktusväxtart som först beskrevs av Mundt och Karl Moritz Schumann, och fick sitt nu gällande namn av Carl Curt Hosseus. Gymnocalycium paraguayense ingår i släktet Gymnocalycium och familjen kaktusväxter. Inga underarter finns listade i Catalogue of Life.

## Bildgalleri

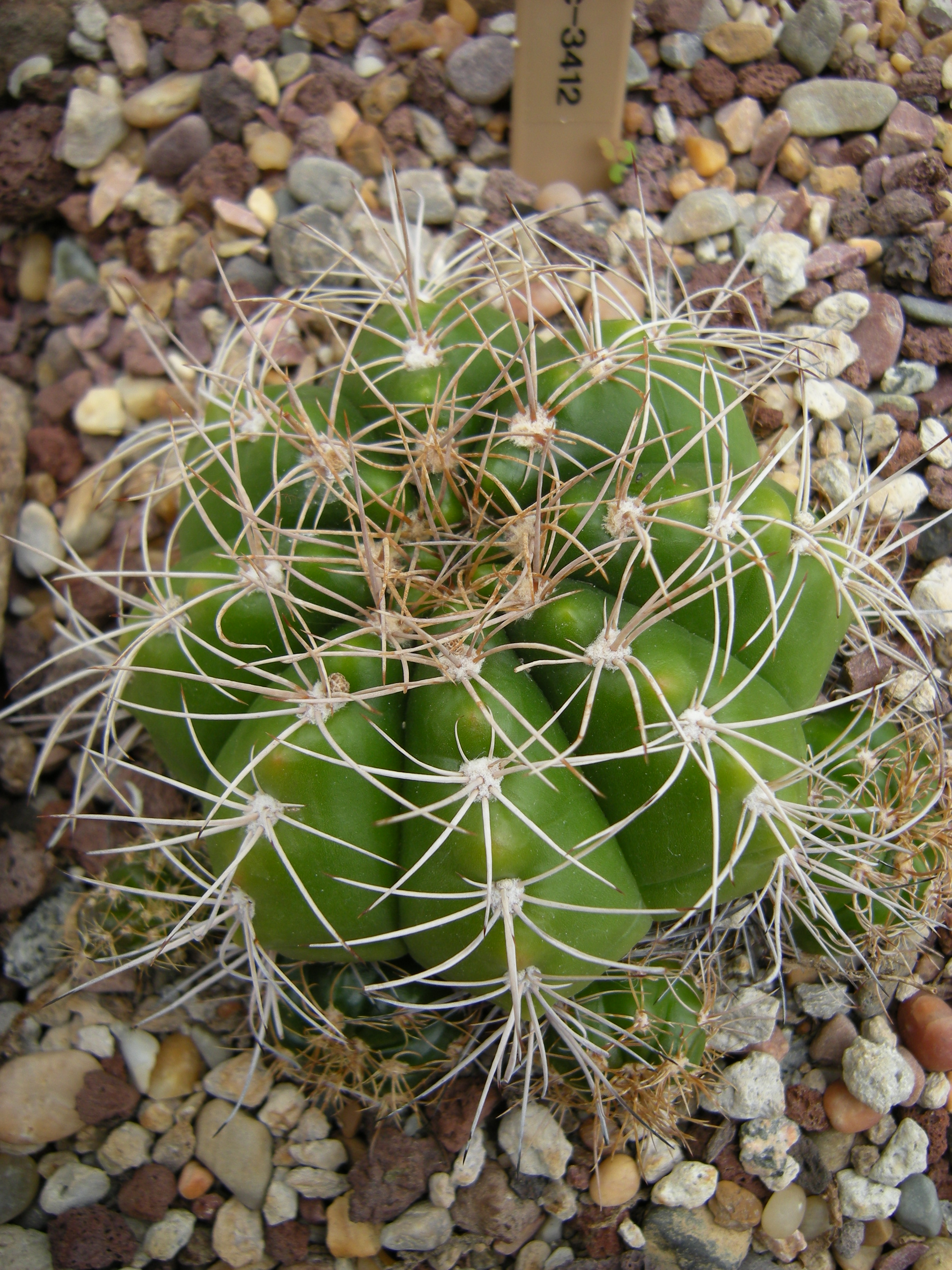
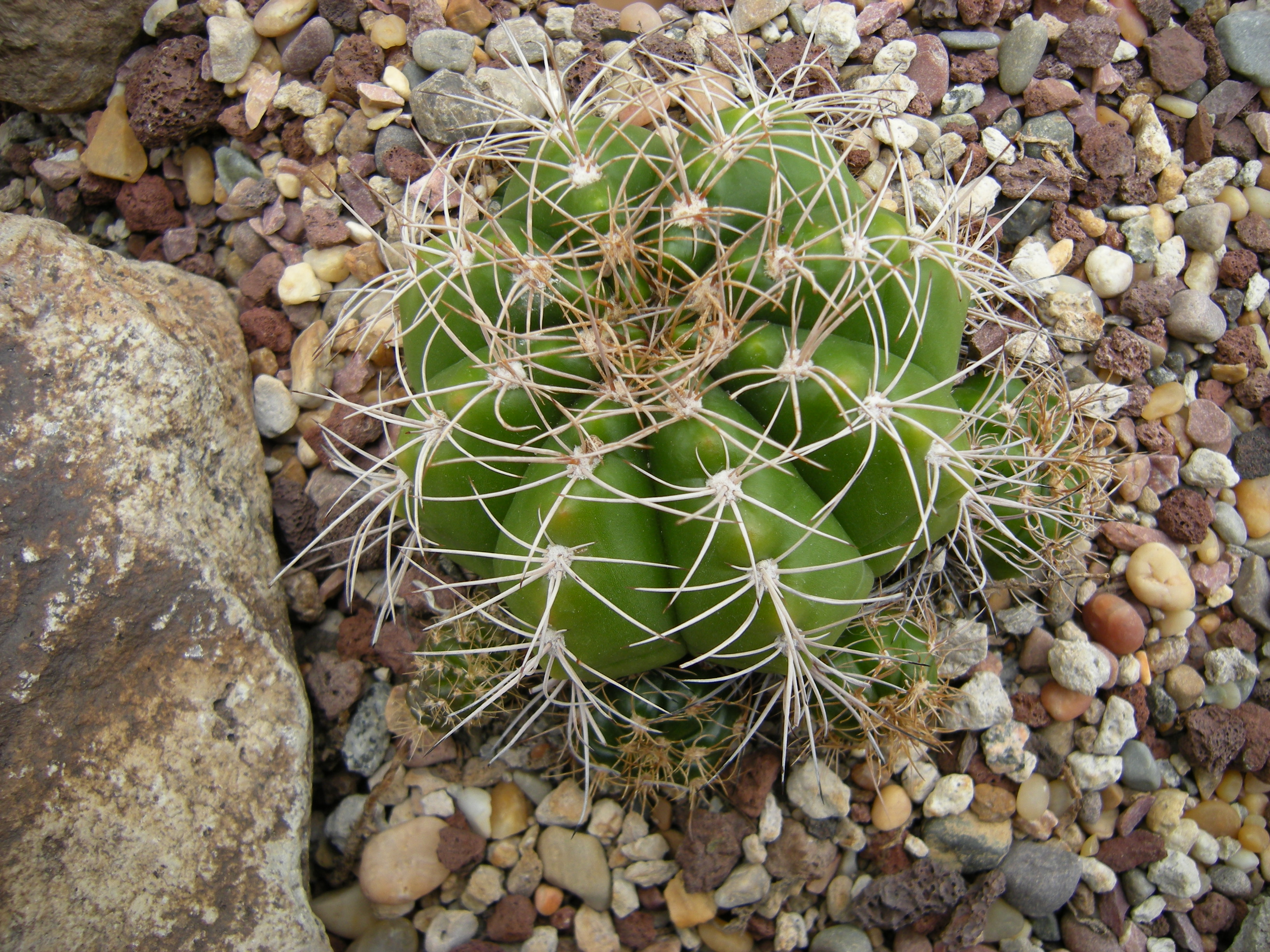
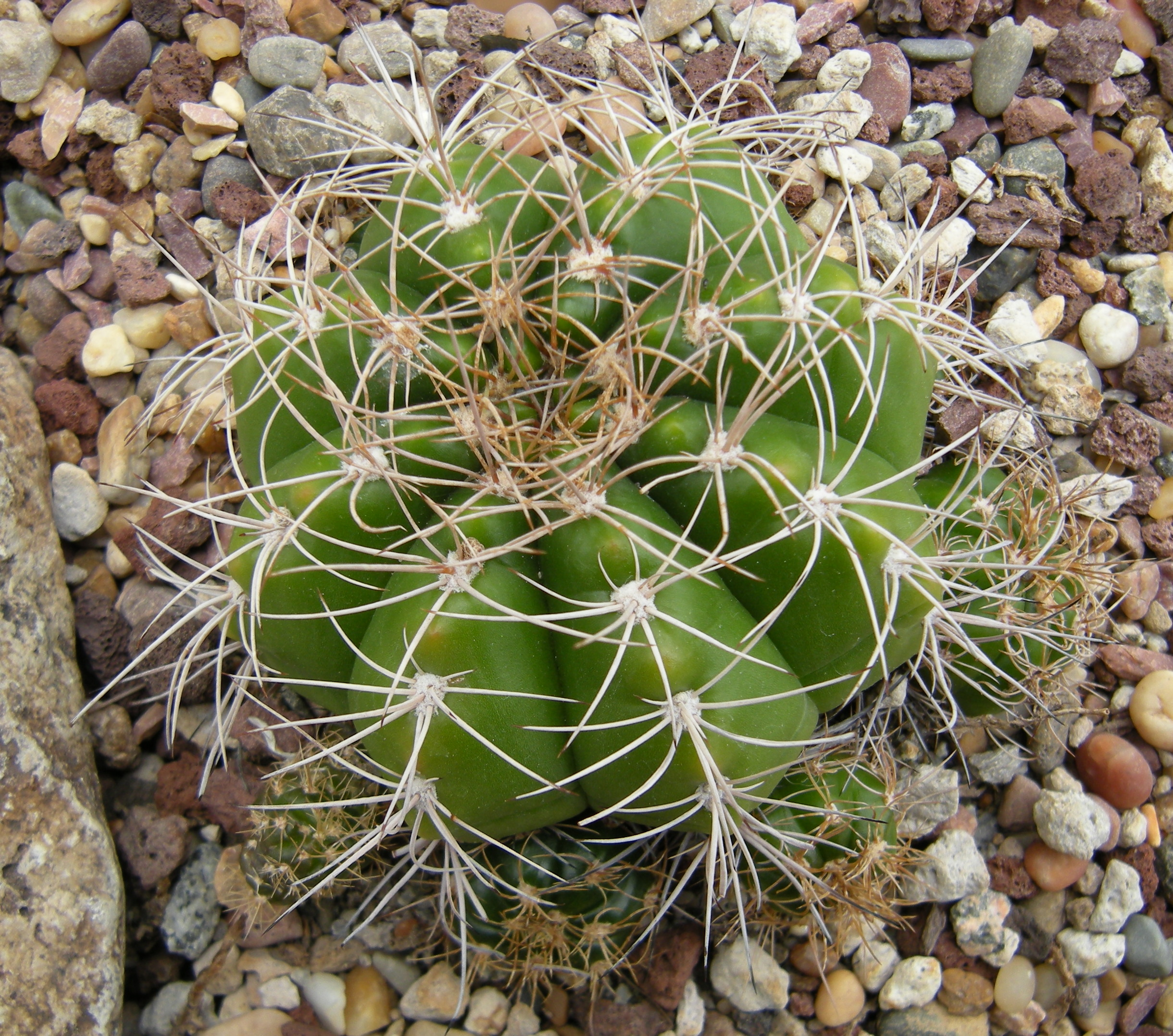
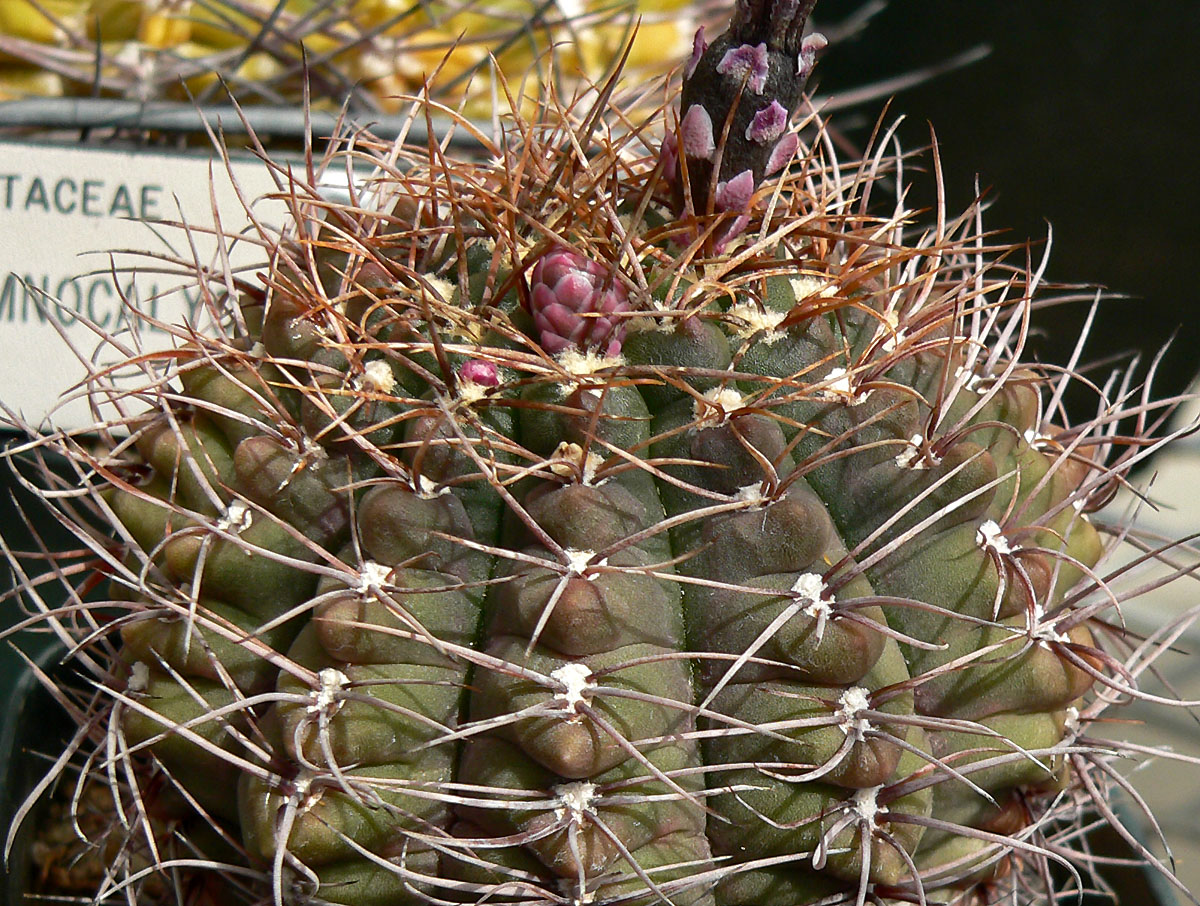
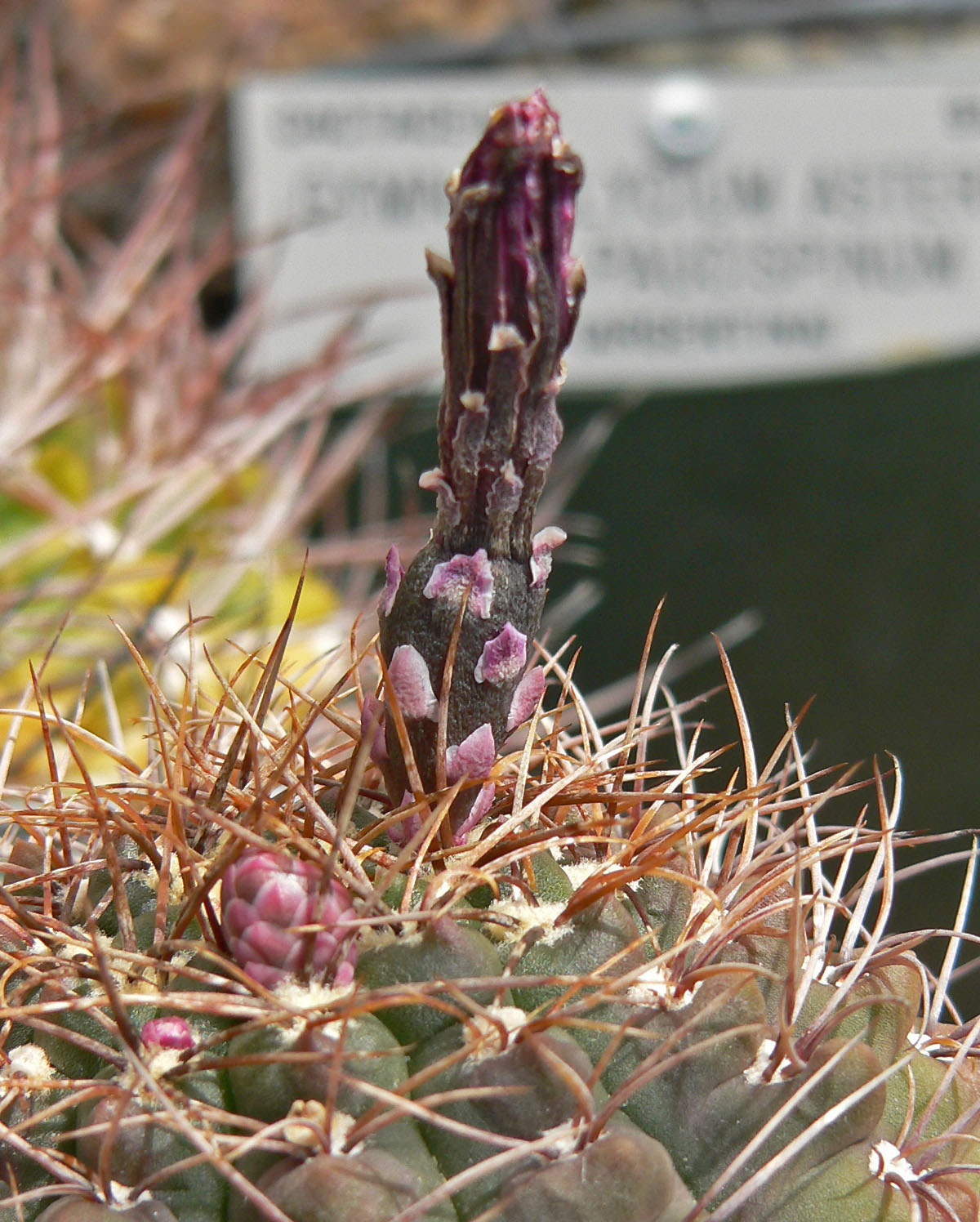